# Veliki Atraktor
Veliki Atraktor ali Veliki Privlačevalec je gravitacijska anomalija v medgalaktičnem prostoru v Krajevni nadjati, ki kaže na obstoj krajevne zgostitve mase, enake več deset tisoč galaksij. Veliki Atraktor je moč opazovati na podlagi gibanja galaksij v področju velikem več sto milijonov svetlobnih let.
Te galaksije kažejo rdeči premik v skladu s Hubblovim zakonom o širjenju Vesolja.
Veliki Atraktor so odkrili relativno pozno leta 1986. Nahaja se na razdalji približno 150 do 250 milijonov svetlobnih let od Galaksije v smeri ozvezdja Vodne kače in Kentavra. Na tem področju prevladuje Jata v Kotomeru (ACO 3627/Abell 3627), velika jata galaksij, ki vsebuje obilico velikih in starih galaksij, od katerih jih je veliko trčilo med seboj. Te galaksije oddajajo tudi večje količini radijskih valov.
Izdelava karte mikrovalovnega sevanja kozmičnega ozadja je pokazala na določeno odstopanje od simetrije, ki so ga kasneje poimenovali »dipol«. Področja največjega pozitivnega in negativnega odstopanja od srednje valovne dolžine prasevanja ležijo na nasprotnih straneh neba. Vesoljska sonda COBE je leta 1989 in 1990 potrdila poprejšnja opazovanja.
Izračuni na podlagi merjenj Dopplerjevega pojava sosednjih jat galaksij so pokazali, da se naša Galaksija skupaj s Krajevno skupino giblje s hitrostjo 600 km/s proti točki v smeri Vodne kače. Izračunana hitrost in smer gibanja Krajevne skupine na podlagi mase poznanih sestavov v »bližnjem« vesoljskem prostoru sta precej odstopala od izmerjenega, kar je pomenilo, da v preračunu manjka pomemben člen.
Opazovanje Velikega Atraktorja v veliki meri preprečuje dejstvo, da se nahaja v smeri Galaktičnega središča, saj je drugače relativno blizu. Poleg tega ga zastirajo veliki temni oblaki plina in prahu. Velik del opazovanj so astronomi izvedli v infrardečem delu svetlobe (IRAS) in v radijskem delu spektra elektromagnetnega valovanja (spektralne črte nevtralnega vodika, λ = 21 cm).
Po dolgotrajnem »obkoljevanju« so Veliki Atraktor umestili v prostor proti ozvezdju Krme. Gre pravzaprav za Jato v Krmi v kateri so odkrili celo 600 novih galaksij, poleg 50 že poznanih. Gibanje galaksij v jati kaže na še večjo maso jate, tako da ocenjujejo njeno maso na 10.000 mas Galaksije, tako da se ta jata po velikosti približuje Jati v Berenikinih kodrih, največji v okoliškem vesoljskem prostoru.